# 1991年伊仙町長選挙
1991年伊仙町長選挙（1991ねんいせんちょうちょうせんきょ）は、1991年（平成3年）4月21日に執行された鹿児島県大島郡伊仙町の町長選挙である。不在者投票の不正を巡って混乱し、選挙管理委員会が当選者の告示を拒否したため、1年半にわたって伊仙町長が不在となり、いったんは町長が就任したもののその後裁判で選挙の無効・やり直しが確定するという推移をたどった。
以下では、公職に就いている/いた者および公職への立候補者については実名で、それ以外の者は匿名で記載する。

## 背景
伊仙町があるのと同じ徳之島出身の医師であった徳田虎雄は、大阪府松原市に徳田病院を開設したのを皮切りに、徳洲会病院の全国展開を始めた。徳田は過疎地でも十分な医療を提供できる社会をつくりあげるという目標を掲げ、日本医師会はそれを阻む頑迷固陋な既得権益層であると批判し、この問題を解決するためには政治を動かす必要があると主張した。このために政界に打って出ることになった。
この町長選挙の当時、日本の衆議院の選挙方式は中選挙区制であったが、伊仙町のある奄美群島は、日本全国で唯一1人区となる奄美群島選挙区となっていた。徳田が衆議院の選挙に初めて出馬した1983年12月の総選挙の時点で、奄美群島区は同じく衆議院議員を経験した父親の地盤を引き継いだ、弁護士で自由民主党の保岡興治が既に4期連続当選を果たしており、盤石な支持を固めていた。
保岡は当時選挙のプロ集団とされた田中派に属しており、そこに殴り込んだ徳田は徳洲会の金や人を注ぎ込んで熾烈な選挙戦を展開することになった。結果的に1983年の衆議院総選挙では、徳田は僅差で保岡に敗れたものの、その後の奄美群島では県議会議員選挙や町長選挙、町議会選挙に至るまで保岡派と徳田派にわかれて激闘を繰り広げることになった。1986年の総選挙でも徳田は保岡に敗れたものの、1990年の総選挙では徳田が初当選した。
こうした熾烈な選挙戦の要因として、経済的な要素が指摘される。奄美群島にはサトウキビの生産以外に大きな産業がなく、公共事業と役場の職員が重要な収入源となっていた。奄美群島振興開発特別措置法に基づく補助金で実施される公共事業の発注権限を持つ町長を自派で抑えることで、次の選挙までの4年間は事業が安泰であるとして、土建業者が選挙で暗躍した。また町の職員についても、当選した町長が助役から臨時の職員までを自派で固めるため、選挙で敗れた側を支持していた課長が係長クラスに降格されたり、町の保育所で雇われていた保育士が解雇されたりといったことが起こり、関係するものはみな、勝てば総取り、負ければ次の選挙まで飯の食い上げと、選挙に熱狂せざるを得ない事情があった。
さらに事態を複雑化させるのが、選挙賭博の横行であった。娯楽の少ない島では選挙は第四次産業とまで称され、島民らが選挙で勝つ側に現金を賭けていた。胴元が票を読んで、不利な候補にハンデを付けて賭け金を集め、当てた側に配当金を支払っていた。これを狙ったヤクザが島にやってくることもあり、大金を賭けて家を失うものも出る有様であった。両陣営とも買収は横行しており、その相場は1家族あたり5万円から10万円とも、選挙終盤では1票10万円とも言われた。両陣営から現金を受け取る有権者も珍しくなく、島民の7-8割が受け取っており、両陣営の投入額は最大50億円と推定されていた。こうした暗黒選挙の「極北」とされたのが、1991年に起きた伊仙町長選挙事件である。

## 選挙の経緯

### 公示から投票まで
飛行機で鹿児島から帰島した翌日1991年（平成3年）2月24日に前任の伊仙町長芳倉英治が急性心不全のため側近の豊島助役に看取られ現職のまま死去し、救命医は盛岡正博氏ではなかった。次の伊仙町長を決める選挙は統一地方選挙に組み入れられることになった。4月16日公示、4月21日投票の日程で選挙となり、医師の盛岡正博、老人ホーム園長の樺山資敏、広告出版業森五十次のいずれも新顔保守系無所属の3人が立候補した。このうち、盛岡が徳田派、樺山が保岡派であるとされた。繰り返される派閥対立への嫌気から、前任の芳倉町長の葬儀前後には、派閥解消のために中立候補の稲葉淳司氏、稲葉友弘両氏(芳倉酒造代表芳倉英治＝同部落)を立てようとの動きも見られたが、仁義が故に実現しなかった。一方森(第7代森文良 元伊仙町長とは縁故関係では無い)は、派閥解消と票の売買をしないことを訴えて出馬した。
公示日に不在者投票者を盛岡派運動員が町役場まで送迎したところ、樺山派運動員が「よそ者だ」として抗議し、暴行するなどの騒ぎとなった。これを受けて鹿児島県警察は機動隊1個分隊を送り込んで警戒にあたった。この機動隊出動は、伊仙町長選において3度目のことであった。
投票日当日午後、町民の1人が投票所を訪れたところ、不在者投票を既に済ませていると係員に指摘され、投票することができなかった。その後町役場にある選挙管理委員会に約30人が押し寄せ、不在者投票の不正を訴えて混乱となった。公職選挙法上、不在者投票は投票締め切りの18時までに、投票者の地区別に町内8投票所に持って行って投票管理者に渡さなければならなかったが、混乱のために2投票所分しか持ち出せず、6投票所分316票は時間切れとなり、鹿児島県選挙管理委員会の指導により不受理として扱われることになった。
結果的に当日有権者6,566人中、投票者は6,028人で、投票率91.81パーセントとなった。不在者投票は469票であったが、前述のように316票は不受理扱いとされた。

### 開票の混乱
町中央公民館で19時30分から予定されていた開票作業は、不在者投票をめぐって不正があると主張した町民ら約1,000人が開票所におしかけて騒ぎとなったことから、徳之島警察署の署員および県警派遣の機動隊員約40人が警戒する中、22時45分になってようやく始まった。残票の確認が長引き、翌22日の4時過ぎには傍聴席の樺山陣営、盛岡陣営から「不受理の票を開けろ」「早く最終発表しろ」の罵声の浴びせあいとなった。6時半ころになり、ようやく確定得票が発表されたが、これを受けて開票所周辺にいた大群衆から開票所に向かって激しい投石が数分間に渡って行われ、投石をやめさせようとした落選候補の森五十次がけがをして救急車で運ばれる事態となった。選管発表の確定得票は、樺山資敏3,004票、盛岡正博2,900票、森五十次38票であった。
当初県選管では、投票所に運ぶことのできなかった316票を不受理の扱いにするとしていたが、自治省とも相談の上、公職選挙法施行令60条および62条に基づき、投票者総数には含まれない棄権の扱いにすると変更した。有権者が実際に投票した316票が棄権となった形であるが、県選管も自治省も、選挙は有効であり確定しているとした。
落選となった盛岡派は、投票翌日となる22日に代表者を選挙管理委員会に送り、棄権扱いとされた316票の不在者票を開票するよう要求した。しかし選管側はあくまで選挙は成立しているとし、県選管も当該票は棄権票扱いであるとの見解を変えなかった。

### 当選者告示の拒否
4月23日0時半過ぎ、盛岡は町選管が選挙は無効との文書を出したとして、自派の事務所において再選挙宣言をした。またこの頃、町役場前の告知板に「平成3年4月21日執行された伊仙町長選挙及び町議会議員補欠選挙は公職選挙法第205条の規程により、その選挙の全部を無効と決定する」と記載した選管告示第61号文書が張り出された。しかし伊仙町選挙管理委員会委員長のYは行方不明で、この文書の経緯は他の選管委員にも不明のままで、23日8時半から役場で行われる予定だった当選証書授与式には選管委員長が現れずに中止となった。1人だけ連絡の取れた選管委員によると、前日夜に選管に集まるように選管委員長から電報で指示を受けたが、当人はこれを欠席し、その間に選挙無効の告示を出すことを決定してしまったようだ、と証言した。この選管告示に対し、いったん確定した選挙結果を覆すのは選管の裁決または裁判が必要で、当初の結果は有効であると自治省も県選管も述べたが、県選管も町選管との連絡が付かなかった。
鹿児島県選挙管理委員会は伊仙町選挙管理委員会に対し、樺山資敏を当選人として速やかに町長に就任させるように指導する文書を23日に発送した。また選挙無効の告示について詳細な報告を求めた。異議申し出があったとしても、当選人の告示とは別問題であるとした。仮に選管告示が正式な手続きに基づくものであれば、公選法202条の規定に基づき、樺山側は21日以内に不服審査申し立てを県選管に対して行うことができ、それがなければ無効が確定して50日以内の再選挙となる。
しかし町選管委員長は行方不明のままである上に、選管の書記長も4月24日に年休届を提出して行方不明となり、依然として選挙事務の実態が不明のままとなった。この日、40時間ぶりにY選管委員長が姿を現し、翌25日に当選の告示をすると表明した。また選挙無効の告示については、盛岡派側からの異議申し立てを受けて委員会を開いて協議した結果であると説明した。県選管は、町選管の事務手続きが正しく行われておらず頼りないと批判したものの、選挙無効の告示の効力は発生しており、無効告示に対する異議申し立てがなければ再選挙となり、異議申し立てに対する県選管の審査結果にさらに異議が出た場合には、裁判で争われるとした。またそれまでの間町長の当選は有効であるとした。ところが25日も選管委員長らが姿を見せず、結局町長当選告示は行われなかった。
選管委員長は、26日に当選告示をすると再度言及したものの、25日夜になって徳之島町にある徳之島徳洲会病院に入院し、当選告示は行われなかった。27日に県選管と電話連絡をした選管委員長は、棄権となった316票の問題もあって当選人の告示をしたくないと伝えたという。Y選管委員長は、5月1日になって町役場で記者会見を行い、「この選挙は当選人を定めることができない選挙と解釈する」と述べ、当選人の告示を一切拒否した。なお、1987年（昭和62年）12月に行われた前回の伊仙町長選挙では、当選した芳倉は徳田派であるとされたが、Y選管委員長は当時、その芳倉の選挙事務所で幹部として活動していたと指摘されている。またこの選挙で落選したのが、今回の選挙で「当選」したとされる樺山であった。

### 明らかとなる不在者投票の不正
この選挙で、本人の知らない間に郵送で不在者投票が済んでいたとされる事例が複数件確認された。選管が公式に認めた事例だけで2件あった。たとえば、出稼ぎで一時的に島を離れていたものの伊仙町に住民票を残していた有権者が、投票日に投票所を訪れたところ、郵便投票で投票済みであることを係員に指摘され、投票できなかった。実際にこの有権者の名義で不在者投票の投票用紙請求が行われ、神戸市内のビルに投票用紙が発送されて郵便投票が行われていた。選管が本人確認をすることが難しく、有権者の良識に頼る形になっていた郵送不在者投票が、不正投票の温床になっていたとされる。
こうした不在者投票の不正について、公職選挙法違反の詐偽投票の疑いで鹿児島県警察が捜査を開始し、4月28日に伊仙町選挙管理委員会の事務室を捜索した。そして4月29日には、伊仙町選管から不在者投票用紙約20通が送られた神戸市のマンションの1室も捜索された。さらに千葉市内のビルの1室からも4通、兵庫県尼崎市の同一住所からも6通の不在者投票が行われていたことがわかった。
また、伊仙町内在住の自営業男性は二重投票になっていたことも判明した。投票日当日、この男性は投票所で入場券がないと説明し、入場券を再発行して投票が行われたが、鹿児島県警の調査では不在者投票処理簿にもこの男性の名前が記載されており、不在者投票も行われていたことが判明した。この件を巡っては、この不在者投票が詐偽投票であることを町選管職員らは事前にわかっており、本人が直接投票することを知って、二重投票になることを隠そうと投票用紙請求書など関連する書類を破棄していたとして、公文書毀棄容疑で町職員3人が逮捕され、選管ぐるみで不正投票を行っていたことが判明した。そしてこの件について、選管委員長の指示があったとして、委員長自身も6月19日に逮捕された。県警は5月28日に逮捕令状を取っており、翌29日に入院中の病院から出頭を求めたが、腹部の手術中であるとして逮捕状を執行できず、病気の回復を待って6月19日に徳之島徳洲会病院で逮捕が行われた。なお手術で執刀したのは盛岡の弟であり、選挙の翌年に溺死している。
また恒例となっていた選挙賭博についても捜査が行われ、5月19日の夜には選挙賭博の胴元になっていた2人が逮捕された。この町長選挙では2億円の賭け金が動いたと推測されている。

### 選挙無効裁決と法廷闘争
7月29日になり鹿児島県選挙管理委員会は、4月に行われた伊仙町長選挙について、投票日に316票の不在者投票を投票所に運び込めなかったのは、町選管の管理執行上の規定違反にあたるとして、公職選挙法205条に基づき選挙無効の裁決をした。町選管の選挙無効決定自体は、手続きに重大な欠陥があるとして取り消した。不在者投票の取り扱いによって選挙の結果に変化が生じるとして選挙そのものを無効であるとした。
これを受けて、選挙はあくまで有効であると主張して、「当選」した樺山側は8月27日になり福岡高等裁判所宮崎支部に県選管裁決の取り消しを求めて提訴した。一方、「落選」した盛岡側も8月26日に裁決理由が不服として同様に提訴した。
こうして法廷闘争となり、町長不在が長引くことになった。助役が町長職務代理を続けていたが、町3役の一つである収入役が1991年9月30日限りで任期が切れて不在となり、収入役室長が収入役の職務代理を務めるようになった。助役と収入役は、町長が議会の同意を得て選任するもので、職務代理では選任できないため、任期が切れると補充することができなかった。そして助役も1992年（平成4年）1月31日限りで任期切れとなり、町3役全員が不在となって、総務課長が2月1日から町長職務代理者となった。この影響で、政策にかかわる新規事業は行えず、継続事業と町民生活に直接影響する義務的経費だけを計上した骨格予算を組むことになった。
盛岡派が提訴していた訴訟については、1月29日に福岡高裁宮崎支部が請求を却下した。さらに最高裁判所に上告していたが、6月26日に上告を棄却した。盛岡派の訴訟は、県選管の裁決の結論は妥当だが理由が納得できないというものだったため、高裁・最高裁とも「訴えの利益がない」とした。

### 町議会勢力逆転・町長就任
町3役不在のままであった伊仙町で、任期満了に伴う町議会議員選挙が1992年（平成4年）8月25日告示、30日投票で執行された。選挙前の時点で議会の定数20（欠員1）のうち、盛岡派が10人、樺山派が8人、日本共産党が1人であった。また、選挙管理委員4人は任期が10月13日までとなっており、選挙後の議会で新しい4人の委員を選ぶことになっていた。それまでの選挙管理委員は委員長を含め3人が盛岡派だとされたが、仮に町議選で勢力が逆転して樺山派が多数となり、自派の選挙管理委員を送り込めば、当選人告示をして町長就任を実現することも可能であった。
町議選の投開票は大きな混乱なく実施され、結果的に樺山派10人、盛岡派9人、共産党1人が当選した。しかし僅差であるため、樺山派が一方的に有利に委員を選出できる状況ではなかった。
議会が開かれると、樺山派は議会の会期を異例の68日にすると決定し、議長・副議長・総務委員長などを自派で固めて議会運営を有利に進めようとした。これに対して盛岡派は異例の会期の長さに反発して議場を退場して抗議したため、これを格好の攻撃材料とした樺山派は盛岡派の4人を5日間の出席停止処分に持ち込んだ。これにより議会の勢力は樺山派10対盛岡派5となり、この間に樺山派が自派から3人の委員を選管に送り込む決定をした。そして10月14日、新たな選挙管理委員会から樺山資敏に当選証書が渡され、1年半ぶりに伊仙町に町長が就任した。樺山の残り任期は2年半とされた。10月21日に恒例の人事異動が発令され、樺山派の人材が多数登用される一方盛岡派の人材は降格処分を受けた。
公職選挙法違反と公文書毀棄で逮捕・起訴されていた、当時の選管委員長や町職員らは、1993年（平成5年）1月27日に鹿児島地裁で執行猶予付きの有罪判決を受けた。なお選管委員長は、福岡高裁宮崎支部に控訴していたものの後に控訴を取り下げ、この執行猶予付きの有罪判決が確定した。

### 町長選無効確定・再選挙
鹿児島県選挙管理委員会の選挙無効裁決に対して、樺山派側が裁決取り消しを求めていた訴訟は、福岡高裁宮崎支部で1993年（平成5年）4月14日に判決が下され、県選管の裁決は適法であるとして原告の請求を棄却した。さらに樺山派は上告していたが、9月30日に最高裁第一小法廷は福岡高裁宮崎支部判決を支持して上告を棄却し、選挙の無効が確定した。この日をもって樺山町長は失職して再選挙となった。
この判決を受けて早速反町長派の町議や職員、町民らが町長室に詰め掛けて樺山を追い出そうとした。これは、この時点で助役・収入役を任命できておらず、新町長決定まで総務課長が職務代理者となるが、樺山派だとされていた総務課長は、盛岡に代わり再選挙に立候補を予定している里井源正と親戚であるため派閥替えが確実視され、代わって樺山派の人材を送り込もうと急遽の人事異動を発令したためであった。鹿児島県の見解は、判決が出た時点で樺山は町長を失職しており、人事異動を発令できる立場にないため無効であるというものであった。しかしどちらが職務代理者であるかを巡って争いとなり、混乱を招いた。10月4日に最高裁の判決書が伊仙町長あてに届いたが、どちらが代理を務めるか決まらないため事務処理ができず、受け取れなかった。しかしこの日のうちに関係者は人事異動を白紙に戻すことで合意し、元の総務課長が職務代理者に就任して、再選挙の予算の編成を行うとともに、町選管が選挙無効と再選挙事由発生を告示して、再選挙が始まった。
1993年（平成5年）11月1日投開票で実施された再選挙は、町長を失職した樺山資敏と、盛岡正博に代わって徳田派から出馬した里井源正の選挙戦となり、3,064票対3,050票の僅差で再び樺山が当選した。ただし1991年の選挙は無効となったため、樺山はこれが初当選の扱いである。今回の選挙では大きな混乱はなかった。
ただし、落選した候補者側の住民が、やはり不在者投票に不正があると主張して県選管に無効裁決を求め、却下されたのちに提訴していたが、最高裁でこの請求を棄却して選挙の有効が確定した。また助役と収入役は、樺山町長が議会の同意を得ずに専決処分で任命しようとして反発を受け、さらに議会の同意も得られない状態が続いて、4年ほど空席が続いていたが、1996年（平成8年）5月2日になりようやく議会が助役と収入役の人事に同意し、不在が解消して町3役が揃い、混乱がついに収束した。

## その後の展開
1997年（平成9年）10月19日投開票で実施されたその次の町長選では、候補者は1993年の再選挙と同じ樺山と里井で、樺山が再選された。この頃になると保徳戦争の構図は薄らぎ、徳田派を全面支援していた徳洲会も中立を保つようになって、大きな混乱は見られなくなった。
しかしその後も、2000年（平成12年）8月に投開票された伊仙町議選において、開票作業が終わった後に不在者投票97票がごみ箱に捨てられているのが見つかって、県選管が無効裁決をし、最高裁まで争った後に選挙無効・やり直しが確定するといった事件が起きている。